# 马来阴石蕨
马来阴石蕨（学名：Humata pectinata），为骨碎补科阴石蕨属下的一个植物种。